# Tagtabazar
Tagtabazar (en turcomano: Türkmengala; en ruso: Туркменгала), conocida anteriormente como Panjdeh o Pendi y hasta 1993 con el nombre de Tajta-Bazar (en ruso: Тахта-Базар), es una pequeña ciudad de Turkmenistán, capital del distrito de Tagtabazar en la provincia de Mari. 

## Toponimia
El nombre significa "fortaleza turcomana". Atanyyazow sugiere que el asentamiento recibió este nombre en el siglo XVII o XVIII debido a las numerosas batallas entre las tribus turcomanas por un lado y la tribu kajar (también conocidas como kizilbash) por el otro.

## Geografía
Tagtabazar se encuentra en la margen izquierda del río Murgab.

## Historia
Tagtabazar es el asentamiento principal del oasis de Pendinsk y la ubicación del alguacil de Pendinsk después de la adhesión al Imperio ruso en 1885. En 1888, como resultado del acuerdo de delimitación de 1887, se instalaron puestos fronterizos de madera a lo largo de la frontera con Afganistán, se organizaron puestos fronterizos y puestos de avanzada. Los guardias fronterizos luchaban activamente contra los contrabandistas. La aduana rusa, que despachaba los productos afganos (principalmente pasas, pieles de astracán, cuero, lana, alfombras y ganado) con impuestos, estaba ubicada en el pueblo de Tajta-Bazar. El tipo de aranceles para las mercancías afganas era del 5% del valor de las mercancías, mientras que los productos rusos (queroseno, productos manufacturados) se exportaron libres de impuestos. En 1892 se inauguró un departamento de correos y telégrafos, que en 1915 se transformó en oficina de correos y telégrafos.
Tagtabazar obtuvo el estado de un asentamiento de tipo urbano en 1937. El destacamento fronterizo 68 de Tajta-Bazar fue creado en 1932 por orden del OGPU. A partir del 22 de junio de 1942, la fuerza del destacamento fronterizo de Tajta-Bazar de las tropas de la NKVD era de 1226 personas. El 19 de mayo de 1989, este destacamento recibió la Orden de la Bandera Roja. Según la Gran Enciclopedia Soviética, aquí había fábricas de productos lácteos y mantequilla y fábricas de ladrillos durante la URSS.  
Hasta 1993, se llamaba Tajta-Bazar. 

## Demografía
| 3633                                   | 4625 | 5381 | 5907 |
| (Fuente: Censo soviético de 1959-1989) |      |      |      |

## Economía
Los residentes de la región de Tagtabazar han estado criando camellos durante mucho tiempo. Pero tras el brote de la peste de los camellos en 1968, esta industria perdió importancia. 

## Infraestructura

### Arquitectura, monumentos y lugares de interés
En las inmediaciones se encuentra el asentamiento de cuevas de Yekegovak, que tiene el estatus de Reserva Estatal Histórica y Arquitectónica.

### Transporte
Tagtabazar está a 26 km de la estación de tren del mismo nombre, en la línea Mari-Serjetabat.